# Кочка (Спировский район)
Кочка — деревня в Спировском районе Тверской области.

## География
Находится в центральной части Тверской области на расстоянии приблизительно 34 км на северо-восток по прямой от районного центра поселка Спирово.

## История
Деревня была отмечена ещё на карте Менде (состояние местности на 1848 год). В 1859 году здесь (деревня Вышневолоцкого уезда) было учтено 20 дворов. До 2021 года входила в состав Козловского сельского поселения Спировского района до его упразднения.

## Население
Численность населения: 208 человек (1859 год), 6 (карелы 83 %) в 2002 году, 8 в 2010.